# Krigets gudar
Krigets Gudar (Gods of War) är en historisk roman av Conn Iggulden. Boken är den sista delen i serien Kejsaren.

## Handling
Denna bok handlar om Julius Caesars återvändande till Rom efter sin tid i Gallien. Detta är ett beslut mot Roms dåvarande diktator som reser till Grekland för att samla sina arméer och slå tillbaka Caesar. Detta krig blir avgörande för hela Roms framtid.